# UCI Africa Tour 2020
L'UCI Africa Tour 2020 è stata la sedicesima edizione dell'UCI Africa Tour, uno dei cinque circuiti continentali di ciclismo dell'Unione Ciclistica Internazionale. Era composto da undici corse che si sono svolte tra il 25 ottobre 2019 ed il 1 marzo 2020 in Africa.

## Calendario

### Ottobre 2019
| Data          | Prova               | Cat. | Vincitore     | Squadra                     |
| ------------- | ------------------- | ---- | ------------- | --------------------------- |
| 25-3 Novembre | Tour du Faso (2019) | 2.2  | Dário António | BAI Sicasal Petro de Luanda |

### Novembre 2019
| Data  | Prova                  | Cat. | Vincitore        | Squadra                  |
| ----- | ---------------------- | ---- | ---------------- | ------------------------ |
| 10-17 | Tour du Sénégal (2019) | 2.2  | Didier Munyaneza | Benediction Excel Energy |

### Gennaio
| Data  | Prova                            | Cat. | Vincitore        | Squadra             |
| ----- | -------------------------------- | ---- | ---------------- | ------------------- |
| 20-26 | La Tropicale Amissa Bongo (2020) | 2.1  | Jordan Levasseur | Natura4Ever-Roubaix |

### Febbraio
| Data  | Prova                 | Cat. | Vincitore          | Squadra |
| ----- | --------------------- | ---- | ------------------ | ------- |
| 23-1° | Tour du Rwanda (2020) | 2.1  | Natnael Tesfatsion | Eritrea |

### Maggio
| Data  | Prova               | Cat. | Vincitore                                           | Squadra                                             |
| ----- | ------------------- | ---- | --------------------------------------------------- | --------------------------------------------------- |
| 3     | 100 Cycle Challenge | 1.2  | annullata per la Pandemia di COVID-19 del 2019-2021 | annullata per la Pandemia di COVID-19 del 2019-2021 |
| 20-24 | Tour of Limpopo     | 2.2  | annullata per la Pandemia di COVID-19 del 2019-2021 | annullata per la Pandemia di COVID-19 del 2019-2021 |

### Luglio
| Data | Prova                                             | Cat. | Vincitore                                           | Squadra                                             |
| ---- | ------------------------------------------------- | ---- | --------------------------------------------------- | --------------------------------------------------- |
| 22   | Challenge du Prince - Trophée Princier            | 1.2  | annullata per la Pandemia di COVID-19 del 2019-2021 | annullata per la Pandemia di COVID-19 del 2019-2021 |
| 24   | Challenge du Prince - Trophée de l'Anniversaire   | 1.2  | annullata per la Pandemia di COVID-19 del 2019-2021 | annullata per la Pandemia di COVID-19 del 2019-2021 |
| 25   | Challenge du Prince - Trophée de la Maison Royale | 1.2  | annullata per la Pandemia di COVID-19 del 2019-2021 | annullata per la Pandemia di COVID-19 del 2019-2021 |

### Ottobre
| Data  | Prova                   | Cat. | Vincitore                                           | Squadra                                             |
| ----- | ----------------------- | ---- | --------------------------------------------------- | --------------------------------------------------- |
| 14-18 | Tour de Tunisie Espoirs | 2.2U | annullata per la Pandemia di COVID-19 del 2019-2021 | annullata per la Pandemia di COVID-19 del 2019-2021 |
| 16-25 | Tour du Maroc           | 2.2  | annullata per la Pandemia di COVID-19 del 2019-2021 | annullata per la Pandemia di COVID-19 del 2019-2021 |
| 23-1° | Tour du Faso            | 2.2  | annullata per la Pandemia di COVID-19 del 2019-2021 | annullata per la Pandemia di COVID-19 del 2019-2021 |

## Classifiche

### Classifica individuale
La classifica è composta da tutti i corridori del continente che abbiano ottenuto punti nell'UCI World Ranking.
| Pos. | Corridore          | Squadra    | Punti |
| ---- | ------------------ | ---------- | ----- |
| 1    | Daryl Impey        | Mitchelton | 575   |
| 2    | Biniam Girmay      | Delko      | 361   |
| 3    | Natnael Tesfatsion | NTT Cont.  | 268   |
| 4    | Youcef Reguigui    | Terengganu | 172   |
| 5    | Louis Meintjes     | NTT        | 143   |
| 6    | Ryan Gibbons       | NTT        | 138   |
| 7    | Moise Mugisha      | SKOL       | 124   |
| 8    | Dirk Coetzee       |            | 110   |
| 9    | Kent Main          | ProTouch   | 101   |
| 10   | Dan Craven         |            | 100   |

### Classifica a squadre
La classifica viene calcolata sommando i punti della classifica individuale dei migliori 8 ciclisti per squadra.
| Pos. | Squadra                           | Punti |
| ---- | --------------------------------- | ----- |
| 1    | ProTouch                          | 188   |
| 2    | SKOL Adrien Cycling Team          | 93    |
| 3    | Benediction Ignite                | 70    |
| 4    | Groupement Sportif des Pétroliers | 63    |
| 5    | BAI Sicasal Petro de Luanda       | 35    |
| 6    | Sidi Ali Pro Cycling Team         | 13    |

### Classifica per nazioni
La classifica viene calcolata sommando i punti dei migliori 8 ciclisti per nazione.
| Pos. | Nazione      | Punti |
| ---- | ------------ | ----- |
| 1    | Sudafrica    | 1 212 |
| 2    | Eritrea      | 911   |
| 3    | Namibia      | 461   |
| 4    | Algeria      | 249   |
| 5    | Ruanda       | 225   |
| 6    | Mauritius    | 150   |
| 7    | Angola       | 90    |
| 8    | Etiopia      | 71    |
| 9    | Burkina Faso | 52    |
| 10   | Marocco      | 22    |

### Classifica per nazioni U23
La classifica viene calcolata sommando i punti dei migliori 8 ciclisti per nazione della categoria U23.
| Pos. | Nazione      | Punti |
| ---- | ------------ | ----- |
| 1    | Eritrea      | 759   |
| 2    | Sudafrica    | 208   |
| 3    | Mauritius    | 85    |
| 4    | Namibia      | 50    |
| 5    | Ruanda       | 49    |
| 6    | Etiopia      | 47    |
| 7    | Angola       | 42    |
| 8    | Burkina Faso | 35    |
| 9    | Uganda       | 15    |
| 10   | Algeria      | 11    |